# Jazz Compass
Jazz Compass is een Amerikaans platenlabel, waarop jazz uitkomt. Het werd rond 1985 opgericht door de musici Joe La Barbera, Larry Koonse, Clay Jenkins en Tom Warrington en de meeste releases betreffen albums van projecten van deze heren. Het label is gevestigd in La Crescenta, Californië.